# Kasim Nuhu
Kasim Adams Nuhu (Accra, 22 giugno 1995) è un calciatore ghanese, difensore del Servette della nazionale ghanese.

## Palmarès

### Competizioni nazionali
- Campionato svizzero: 1

Young Boys: 2017-2018